# Thamnotettix sexguttatus
Thamnotettix sexguttatus är en insektsart som beskrevs av Claudius Rey 1891. Thamnotettix sexguttatus ingår i släktet Thamnotettix och familjen dvärgstritar. Inga underarter finns listade i Catalogue of Life.